# Prúdy
A Prúdy egy szlovák beatzenekar, mely 1963-ban alakult Pozsonyban.

## Tagok
- Pavol Hammel - vokál, ritmusgitár
- Peter Saller - gitár
- Vladimír Kaššay - basszus, 1963-68
- František Machats - dob, 1963-67
- Peter Petro - dob, 1967-68
- Marián Varga - billentyűsök, 1967-69
- Ľubor Dolinský - dob, 1968
- Fedor Frešo - basszus, 1968-69
- Vlado Mallý - dob, 1968-69

## Lemezeik
Prúdy néven
- Zvoňte zvonky (1969)

Pavol Hammel a Prúdy név alatt megjelent lemezek és közreműködések
- Pavol Hammel a Prúdy (LP 1970, CD 1995)
- Som šťastný, keď ste šťastní (LP 1972, CD 1997)
- Šlehačková princezna (LP 1973, CD 1994)
- Hráč (LP 1975, CD 1996)
- Pavol Hammel a Prúdy 1966 - 1975 (1982)
- Divadielka v tráve (1984)
- Čierna ovca, biela vrana (1985)
- Verejná lyrika (1987)
- Pokoj vám + bonusy (1998)
- Prúdy 1999

## Külső hivatkozások
- rateyourmusic.com
- music.box.sk